# Óblast de Tomsk
Óblast de Tomsk (en ruso: Томская область, tr.: Tómskaya óblast) es uno de los cuarenta y siete óblast que, junto con las veinticuatro repúblicas, nueve krais, cuatro distritos autónomos y dos ciudades federales, conforman los ochenta y tres sujetos federales de Rusia. Su capital es la homónima Tomsk. Está ubicado en el distrito Siberia, limitando al norte con Janty-Mansi, al este con Krasnoyarsk, al sur con Kémerovo y Novosibirsk, y al oeste con Omsk. Víktor Kress ha sido el gobernador del óblast desde 1991 y su población según el censo del año 2013 era de 1 064 245 habitantes.
El desarrollo del territorio que ahora compone el óblast comenzó a formarse a principios del siglo XVII. Por su parte Tomsk fue fundada en 1604. La mayor parte de los 314.391 km² del óblast es inaccesible porque cubren los bosques de taiga y pantanos. El óblast limita con el krai de Krasnoyarsk y con los óblasts de Tiumén, Omsk, Novosibirsk y Kémerovo.
El óblast de Tomsk es rico en recursos naturales, particularmente petróleo, gas natural, metales férreos y no férreos, turba y aguas subterráneas. Los bosques también se encuentran entre los recursos más significantes del óblast: un 20% de los bosques de Siberia occidental están situados en el óblast de Tomsk. La industria representa la mitad del PIB regional, mientras la agricultura contribuye con un 19% y la construcción con un 13%. Las industrias químicas y petrolíferas son las más desarrolladas en la región, seguidas de la construcción de maquinaria. Los productos más exportados del óblast son: petróleo (62,1%), metanol (30,2%), y maquinaria y equipamiento (4,8%). La extracción de petróleo y la industria pesada son los negocios principales de las joint ventures de la región.
En el óblast hay 6 colegios mayores y 47 centros de investigación.

## Mapas

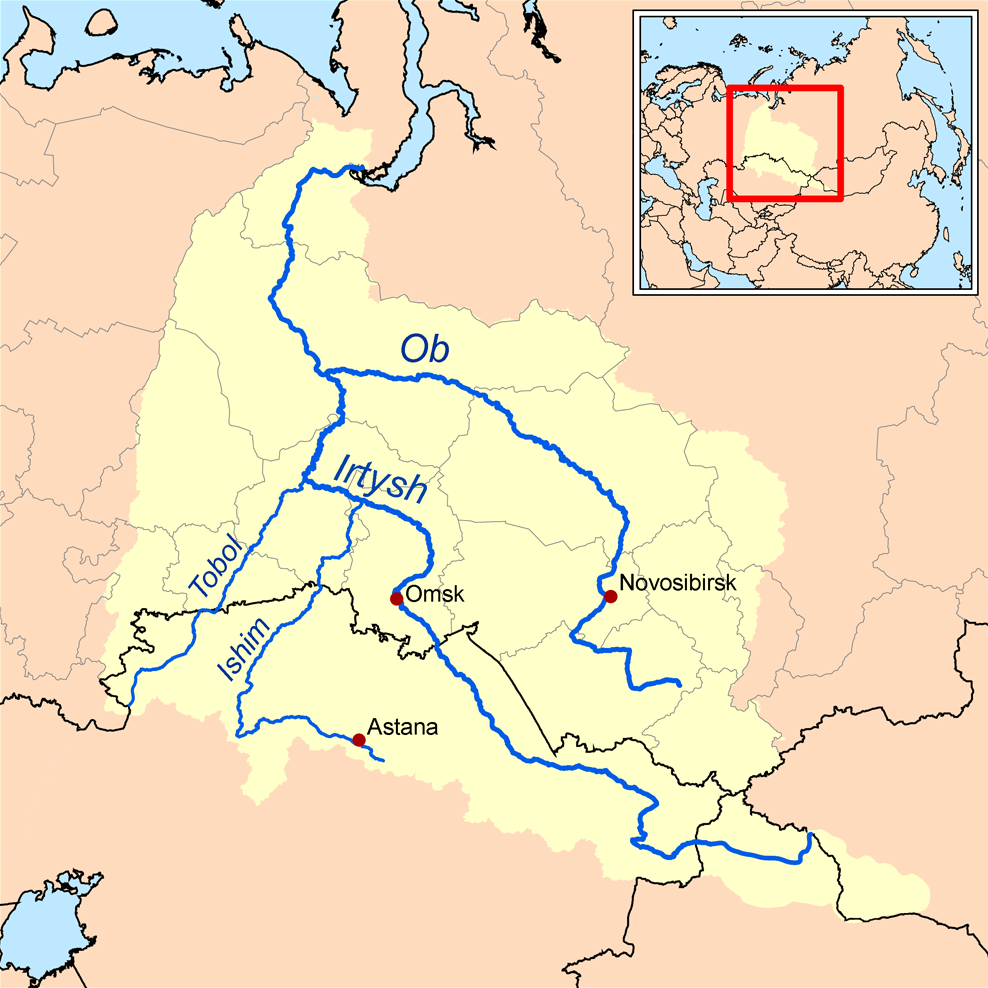
El río Obi fluye en dirección noroeste por este óblast
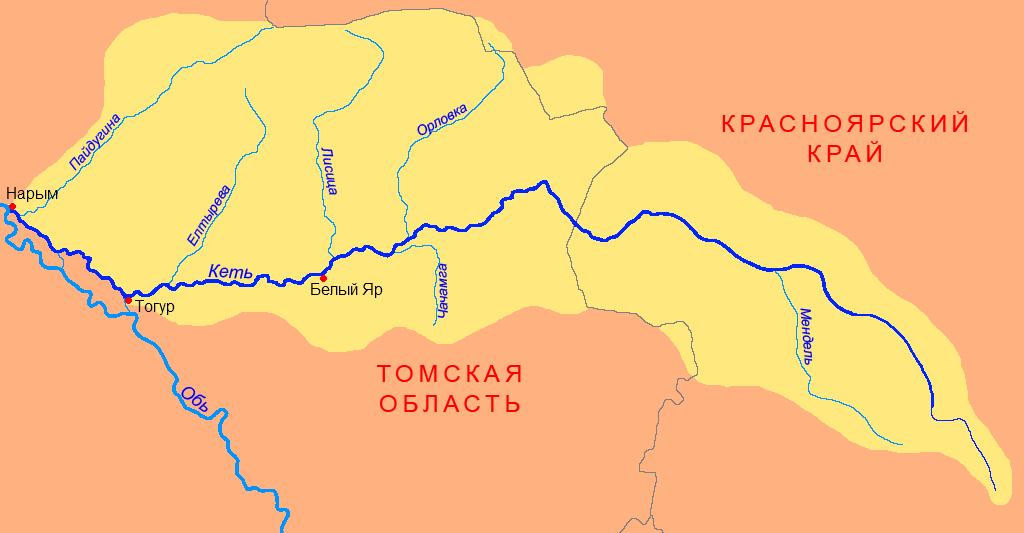
El río Ket —afluente del anterior— pasa varias ciudades de este óblast: Bely Jar, Togur y Narym (Нарым)